# Verre liquide
L'orthosilicate de sodium Na4SiO4 et celui de potassium K4SiO4 sont solubles dans l'eau ; ces solutions sont connues sous le nom de verre liquide.

## Usages

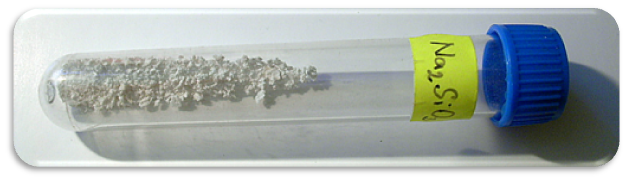
Na_{2}SiO_{3}.

On utilise également le métasilicate Na2SiO3 et d'autres silicates ou hydrosilicates.

Lors de l’adjonction d’acide, il y a condensation en acide silicique Si(OH)4.
- Le verre liquide était utilisé au début du XXe siècle pour enduire les œufs, les conservant pendant plusieurs mois.

Il est notamment utilisé en tant que  :
- colle en cartonnerie ;
- composant de peinture pour rendre hydrofuges des parois de béton (notamment dans les silos).

## Expérience amusante
Des cristaux de nitrate de cuivre Cu(NO3)2, de nitrate de nickel Ni(NO3)2 ou de nitrate de cobalt Co(NO3)2, immergés dans du verre liquide se dissolvent curieusement en formant des arborescences colorées respectivement en bleu, vert et brun.